# Feissons-sur-Salins
Pour les articles homonymes, voir Salins.
Feissons-sur-Salins est une commune française située dans le département de la Savoie, en région Auvergne-Rhône-Alpes.

## Géographie
Le village se trouve à 1260 m d'altitude. Il est situé à 11 km de Moûtiers et à 10 km de Bozel. L'accès se fait via les routes départementales D89 et D89B. Il est situé sur la rive droite du Doron de Bozel.

### Communes limitrophes
|                 | Saint-Marcel        |          |
| Moûtiers        | Feissons-sur-Salins | Montagny |
| Salins-Fontaine | Brides-les-Bains    |          |

### Climat
Pour des articles plus généraux, voir Climat d'Auvergne-Rhône-Alpes et Climat de la Savoie.
En 2010, le climat de la commune est de type climat de montagne, selon une étude du Centre national de la recherche scientifique s'appuyant sur une série de données couvrant la période 1971-2000. En 2020, Météo-France publie une typologie des climats de la France métropolitaine dans laquelle la commune est exposée à un climat de montagne ou de marges de montagne et est dans la région climatique Alpes du nord, caractérisée par une pluviométrie annuelle de 1 200 à 1 500 mm, irrégulièrement répartie en été.
Pour la période 1971-2000, la température annuelle moyenne est de 7,2 °C, avec une amplitude thermique annuelle de 15,7 °C. Le cumul annuel moyen de précipitations est de 1 233 mm, avec 9,7 jours de précipitations en janvier et 8,8 jours en juillet. Pour la période 1991-2020, la température moyenne annuelle observée sur la station météorologique de Météo-France la plus proche, « Moutiers », sur la commune de Moûtiers à 3 km à vol d'oiseau, est de 11,9 °C et le cumul annuel moyen de précipitations est de 930,4 mm,. Pour l'avenir, les paramètres climatiques de la commune estimés pour 2050 selon différents scénarios d'émission de gaz à effet de serre sont consultables sur un site dédié publié par Météo-France en novembre 2022.

## Urbanisme

### Typologie
Au 1er janvier 2024, Feissons-sur-Salins est catégorisée commune rurale à habitat dispersé, selon la nouvelle grille communale de densité à sept niveaux définie par l'Insee en 2022.
Elle est située hors unité urbaine et hors attraction des villes,.

### Occupation des sols
L'occupation des sols de la commune, telle qu'elle ressort de la base de données européenne d’occupation biophysique des sols Corine Land Cover (CLC), est marquée par l'importance des forêts et milieux semi-naturels (91,7 % en 2018), en augmentation par rapport à 1990 (63,7 %). La répartition détaillée en 2018 est la suivante : 
forêts (63,7 %), milieux à végétation arbustive et/ou herbacée (28 %), zones agricoles hétérogènes (8,3 %).
L'IGN met par ailleurs à disposition un outil en ligne permettant de comparer l’évolution dans le temps de l’occupation des sols de la commune (ou de territoires à des échelles différentes). Plusieurs époques sont accessibles sous forme de cartes ou photos aériennes : la carte de Cassini (XVIIIe siècle), la carte d'état-major (1820-1866) et la période actuelle (1950 à aujourd'hui).

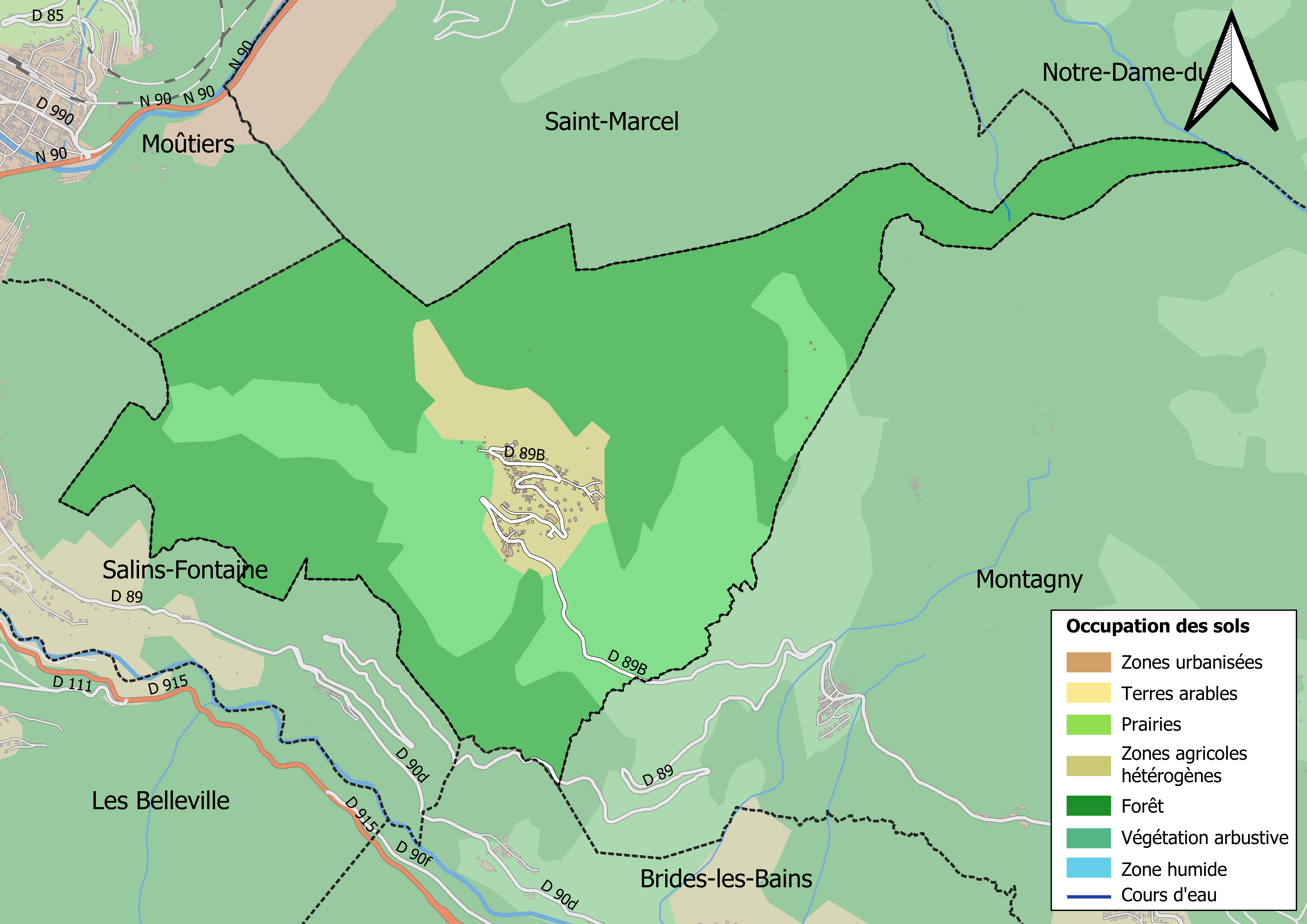
Carte des infrastructures et de l'occupation des sols en 2018 (CLC) de la commune.
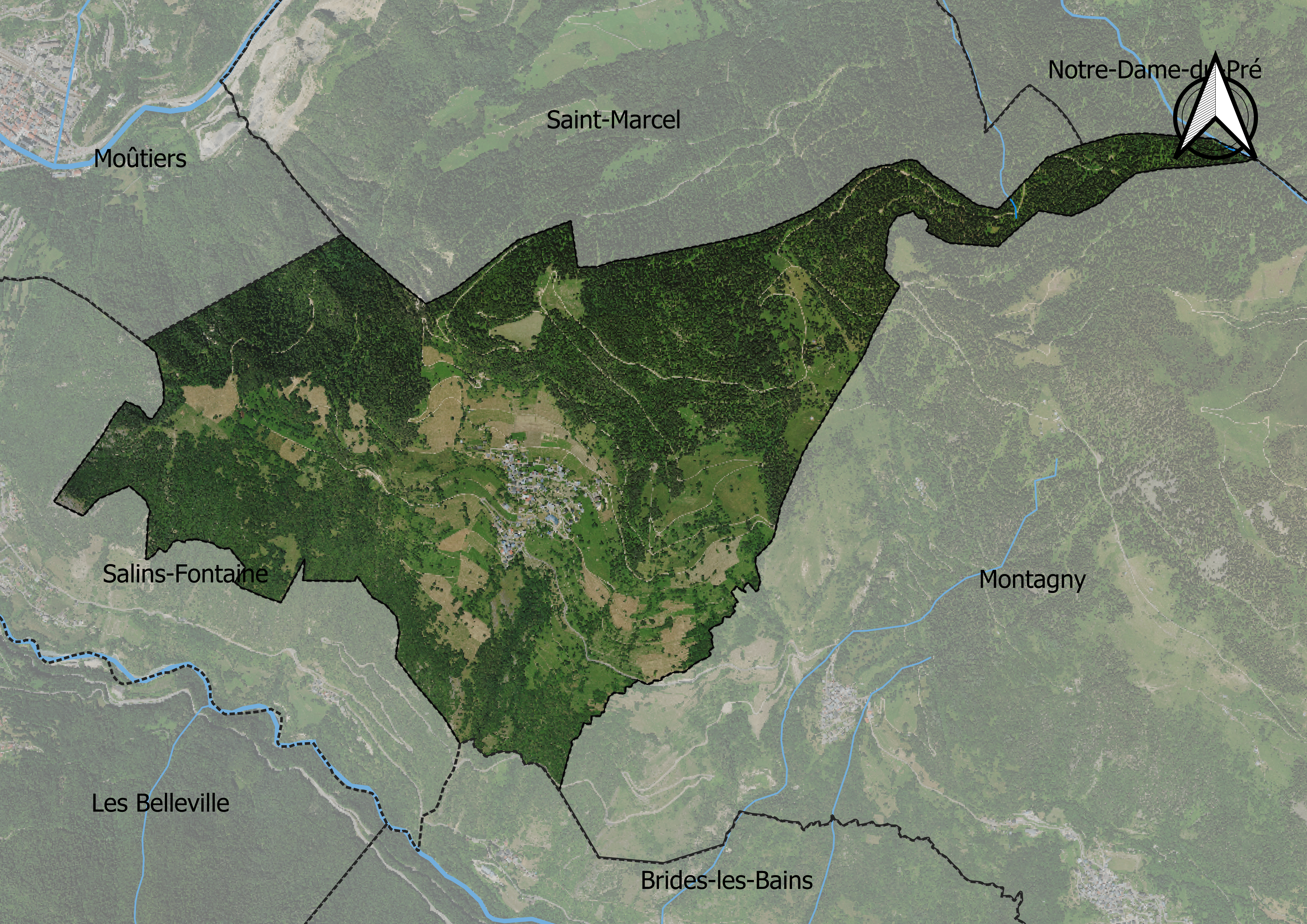
Carte orthophotogrammétrique de la commune.

## Toponymie
En francoprovençal, le nom de la commune s'écrit Fèchon, selon la graphie de Conflans.

## Histoire
La première mention de l'église de Fesson (Fessonis) remonte à une donation, de 1140, de l'archevêque Pierre Ier de Tarentaise aux chanoines de l'abbaye Saint-Maurice d'Agaune, en même temps que le prieuré du Mont-Saint-Michel (Moûtiers), et les églises de Salin et de Montagny (Besson, preuve n°18).

## Politique et administration
| Période                                  | Période  | Identité               | Étiquette      | Qualité |
| ---------------------------------------- | -------- | ---------------------- | -------------- | ------- |
| Les données manquantes sont à compléter. |          |                        |                |         |
| mars 2008                                | 2020     | Huguette Della-Giorgia | Apparentée PCF |         |
| 2020                                     | En cours | Gabriel Blanc          |                |         |

## Démographie
L'évolution du nombre d'habitants est connue à travers les recensements de la population effectués dans la commune depuis 1793. Pour les communes de moins de 10 000 habitants, une enquête de recensement portant sur toute la population est réalisée tous les cinq ans, les populations de référence des années intermédiaires étant quant à elles estimées par interpolation ou extrapolation. Pour la commune, le premier recensement exhaustif entrant dans le cadre du nouveau dispositif a été réalisé en 2008.

En 2022, la commune comptait 174 habitants, en évolution de −6,45 % par rapport à 2016 (Savoie : +3,63 %, France hors Mayotte : +2,11 %).
| 1793 | 1800 | 1806 | 1822 | 1838 | 1848 | 1858 | 1861 | 1866 |
| ---- | ---- | ---- | ---- | ---- | ---- | ---- | ---- | ---- |
| 316  | 305  | 307  | 330  | 363  | 350  | 304  | 307  | 283  |

| 1872 | 1876 | 1881 | 1886 | 1891 | 1896 | 1901 | 1906 | 1911 |
| ---- | ---- | ---- | ---- | ---- | ---- | ---- | ---- | ---- |
| 276  | 248  | 229  | 236  | 235  | 214  | 204  | 178  | 162  |

| 1921 | 1926 | 1931 | 1936 | 1946 | 1954 | 1962 | 1968 | 1975 |
| ---- | ---- | ---- | ---- | ---- | ---- | ---- | ---- | ---- |
| 184  | 162  | 155  | 150  | 138  | 162  | 166  | 136  | 101  |

| 1982 | 1990 | 1999 | 2006 | 2008 | 2013 | 2018 | 2022 | - |
| ---- | ---- | ---- | ---- | ---- | ---- | ---- | ---- | - |
| 108  | 130  | 161  | 190  | 198  | 189  | 178  | 174  | - |

## Culture locale et patrimoine

### Lieux et monuments
- Le promontoire rocheux de la Croix de Feissons, perché à 1 389 mètres d'altitude, surplombe Moûtiers et constitue un belvédère sur plusieurs massifs, notamment ceux de la Lauzière, des 3 Vallées et du Beaufortain. Accessible en été comme en hiver, la randonnée de la Croix de Feissons fait partie de plusieurs itinéraires de balade à partir de Feissons-sur-Salins.
- Église Saint-Maurice, première mention au XIIe siècle, reconstruite au XVIIIe siècle dans un style baroque[19].

Au lieu-dit la Charpine, vers 1 160 m d'altitude, plusieurs blocs erratiques tabulaires présentant un ensemble de cupules et de signes gravés remarquables.

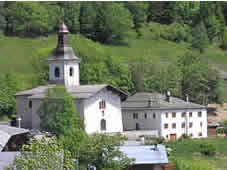
Église baroque de Feissons-sur-Salins.
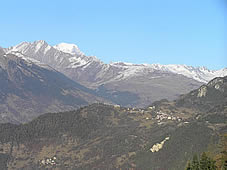
Vue du mont Blanc depuis la croix de Feissons.
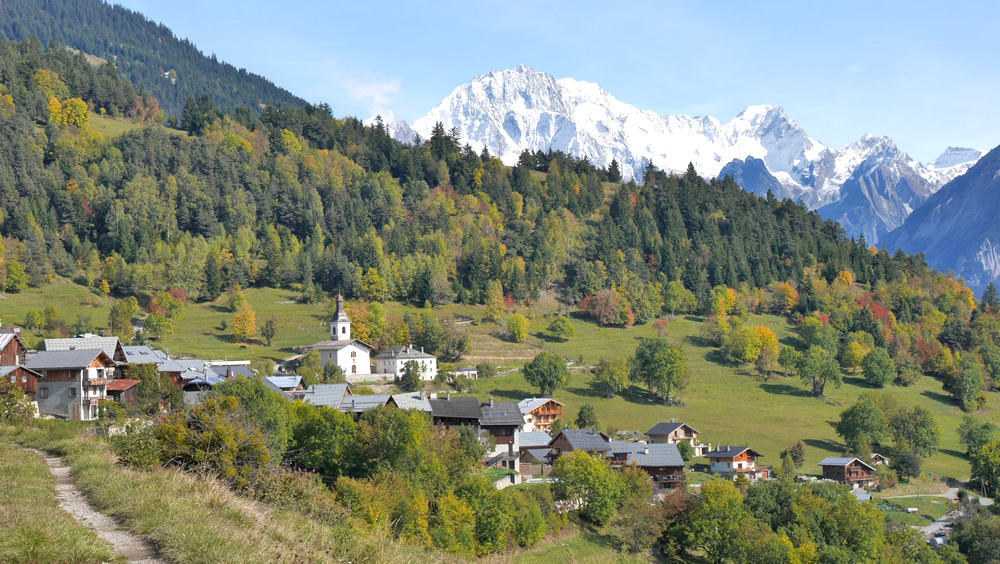
Vue du chef-lieu de la commune.
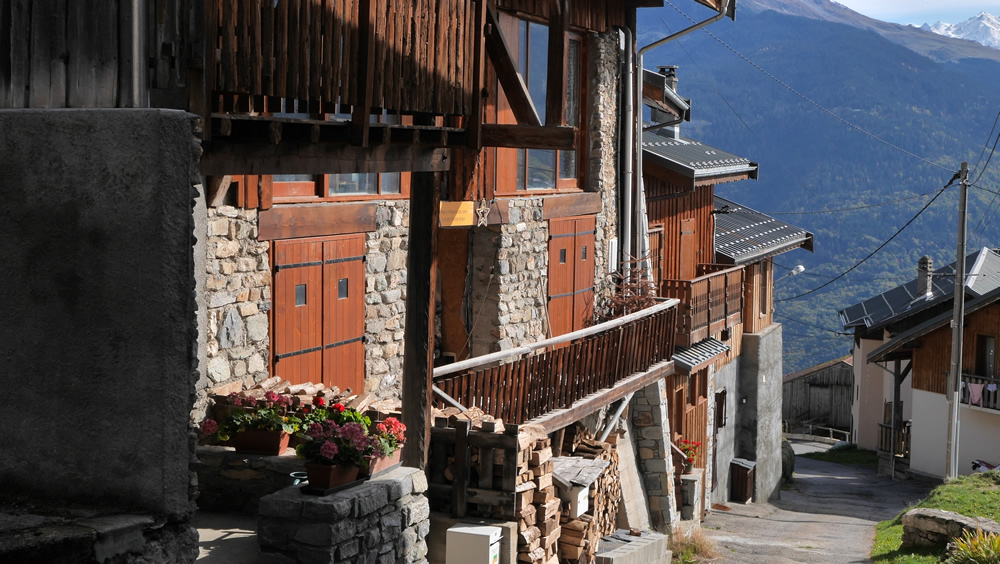
Rue du village de Feissons.